# Момина Цирква
Мо́мина Ци́рква (болг. Момина църква) — село в Бургаській області Болгарії. Входить до складу общини Средець.

## Населення
За даними перепису населення 2011 року у селі проживали 337 осіб.
Національний склад населення села:
| Національність   | Кількість осіб | Відсоток |
| ---------------- | -------------- | -------- |
| болгари          | 302            | 90,4%    |
| цигани           | 21             | 6,3%     |
| турки            | 11             | 3,3%     |
| інша             | 0              | 0%       |
| не визначились   | 0              | 0%       |
| Всього відповіли | 334            |          |

Розподіл населення за віком у 2011 році:
Динаміка населення: